# Torre de Pozal de Gallinas
La torre de Pozal de Gallinas o castillo de Pozal de Gallinas se encuentra en la población de Pozal de Gallinas, provincia de Valladolid, Castilla y León, España. En la actualidad todavía se pueden visitar los restos del torreón.

## Descripción

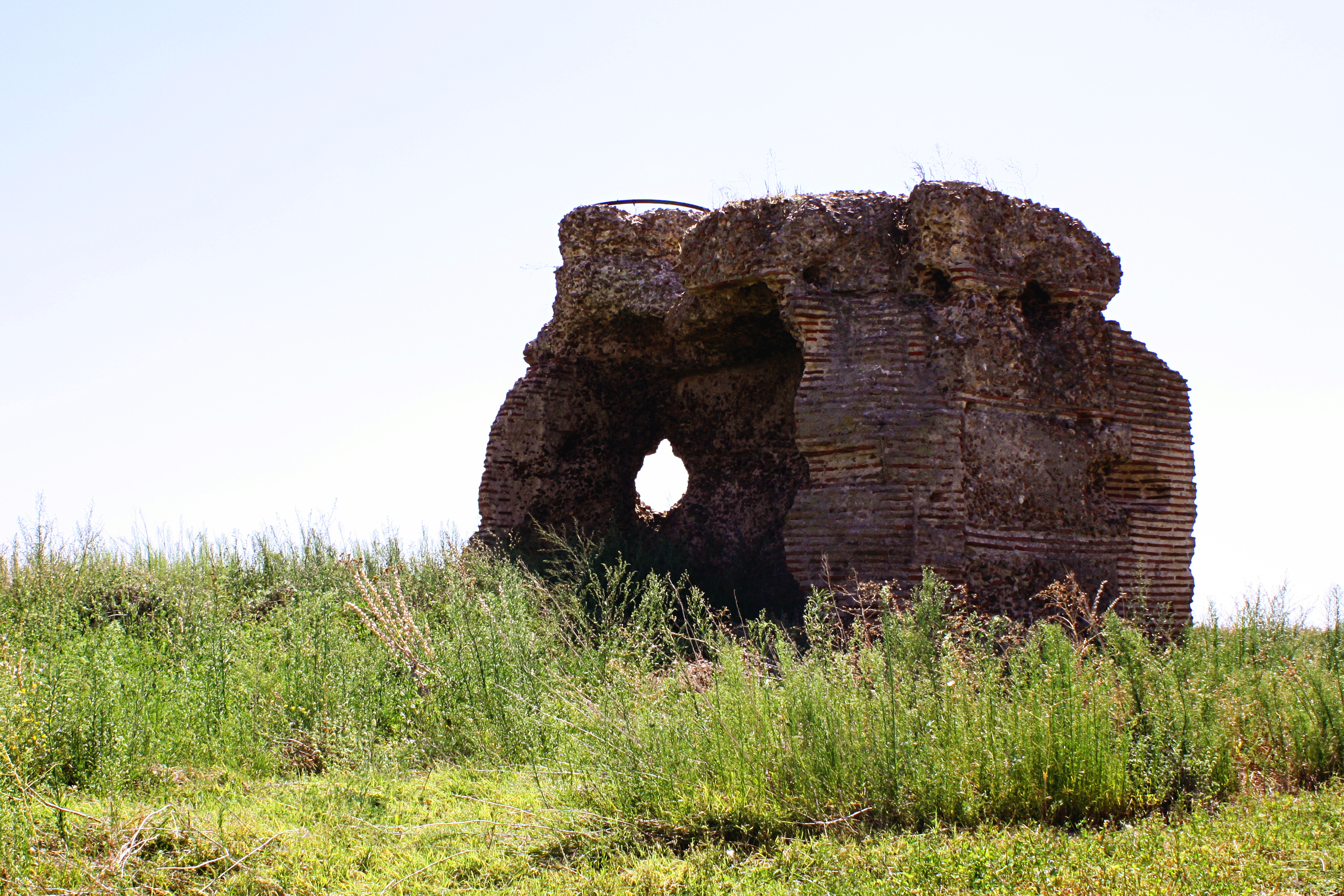
Castillo de Pozal de Gallinas.

Se trata de una pequeña fortificación realizada de argamasa, situada a dos kilómetros. Actualmente se puede observar un cubículo formado por tres paredes la mayor con una ventana y parte del techado todo ello de una pieza de argamasa, la cuarta pared sería un gran portón, del cual quedan las piedras que hacían de eje de giro, de uno de los laterales sobresale el comienzo de una pequeña torre, de ahí su nombre.